# Blues français
 (avril 2015).
Si vous disposez d'ouvrages ou d'articles de référence ou si vous connaissez des sites web de qualité traitant du thème abordé ici, merci de compléter l'article en donnant les références utiles à sa vérifiabilité et en les liant à la section « Notes et références ».
Le blues français est un genre de blues ayant émergé à la fin des années 1960 en France.

## Histoire
Avant la Seconde Guerre mondiale, le blues était quasiment inconnu en France, à l'exception du public noir et des amateurs de jazz qui écoutait des artistes américains comme Leroy Carr, Kokomo Arnold, Louis Armstrong ou Cab Calloway. C'est avec l'invention du vinyle, l'arrivée du transistor et la venue des soldats américains (dont certains sont restés sur le territoire français dans le cadre de l'OTAN, jusqu'à ce que Charles de Gaulle ne rompe avec l'organisme), que le blues (et la musique country) va commencer à être connu et apprécié en France après guerre. Pour exemple, dès 1949, Leadbelly vient faire plusieurs concerts en France (l'année de son décès), dans le cadre d'une tournée européenne, et en 1951 venait à son tour Big Bill Broonzy. À partir de 1962, débutent en France et en Europe les tournées de l'American Folk Blues Festival. 
Henri Salvador publie à la fin des années 1950, quelques pistes rock 'n' roll et blues avec la complicité de Boris Vian (dont le plus célèbre est Blouse du dentiste 1960) et Colette Magny connaît son premier succès en 1963 avec Melocoton (composé avec Mickey Baker, guitariste américain installé en France). À la fin de la décennie, et inspiré par le British blues boom certains groupes pop français puisent leurs inspirations dans le blues (Alan jack Civilization, Variations, Solitude, Ophiucus, etc). Pendant cette même période et dans un style folk-blues, le guitariste Cisco Herzhaft enregistre un blues, avec les Haricots rouges, Bettina, et croise le manche avec John Lee Hooker lors d'une ses tournées en France, Chris Lancry (harmoniciste et guitariste) enregistre des blues au début des années 1970 sous son nom ou avec Roger Mason (américain installé à Paris) qui publie Le blues de la poisse en 1971 ce qui lui ouvre même les portes de l'Olympia (premières parties de Pete Seeger et de Robert Charlebois).
C'est à la fin des années 1970 que des artistes chantant le blues en français vont rencontrer un certain succès discographique et radio. 
Les premiers sont Mike Lécuyer (45 tours Des vacances / Frankenstein boogie - Crypto/RCA 1977 et premier album A 7 plombes du mat' blues - Crypto/RCA 1978), Benoit Blue Boy (1er album Benoit Blue Boy - Vogue 1978), Bill Deraime (premier album Bill Deraime - Argile 1979), Patrick Verbeke (premier album Blues in my Soul - Underdog-Carrère 1981) et Paul Personne (1er album Faut qu'ça bouge - Marlowe 1982). Tous ces artistes incarnent le blues « à la française ». Côté musiciens, Jean-Jacques Milteau à l'harmonica, Jean-Marie Redon au banjo et au dobro, ou Cisco Herzhaft à la guitare slide et au picking, occupent avec talent la scène hexagonale. Ils enregistrent notamment toute une série de microsillons de popularisation instrumentale dans le style bluegrass aux productions du Chant du Monde. 
Depuis les années 2000, une « nouvelle scène blues française » très dynamique est en train de gagner ses galons à l'étranger grâce à des tremplins ou échanges entre associations et festivals européens, canadiens et américains. Par exemple avec l'International Blues Challenge de la Blues Foundation à Memphis et avec l'European Blues Challenge qui se déroule chaque année dans un pays européen différent : Berlin (Allemagne) en 2011 et 2012, Toulouse (France) en 2013, Riga (Lettonie) en 2014), Bruxelles (Belgique) en 2015.
Le 17 avril 2015, les éditions Camion Blanc éditent les ouvrages "Hexagone Blues - tome 1 et tome 2", écrits par le journaliste spécialisé et animateur de radio David Baerst. Ces deux épais volumes sont consacrés à la scène blues française et à l’impact de cette musique dans la patrie des guinguettes. Ils reviennent sur l’arrivée des sons afro-américains dans l’hexagone et dressent les portraits d’une bonne centaine d’artistes, parmi les plus représentatifs du genre. Ces présentations sont agrémentées de nombreuses interviews, au même titre que les autres chapitres qui évoquent les session-men (Eric Sauviat, Michel Gaucher, Slim Batteux, etc.) ou encore les rapports entre le blues et le cinéma en France (avec des témoignages de Bertrand Tavernier, Bob Swaim, Richard Bohringer…), le blues et la littérature française (ponctué par un entretien avec l’écrivain et ancien directeur de la Série Noire Patrick Raynal), le blues et la radio (agrémenté par une interview de Georges Lang d’RTL), le blues et la presse écrite (Jacques Périn de Soul Bag témoigne) tout en rendant hommage à quelques figures incontournables (Sebastian Danchin, Jean-Pierre Vignola…). La préface est signée par le chanteur-guitariste texan Neal Black. Les 1500 pages (au total) sont, également, agrémentées par une soixantaine de photos, prises tout au long des pérégrinations de l'auteur…

## Presse spécialisée
Le blues trouve en France un écho sensible grâce au développement d'une presse spécialisée. Le critique de jazz Hugues Panassié dans les années 1940 traite déjà à l'occasion de blues dans le magazine Jazz Hot, le critique Jacques Demètre fera de même dès les années 1950. En 1968, le magazine Soul Bag,  est le premier magazine à se consacrer au genre blues et soul en France. Son initiateur Jacques Perin, qui écumait les rares festivals de blues qui se déroulaient à l'époque, permit ainsi à tous les amateurs de blues de se retrouver et se tenir au courant de l'actualité des grands noms de ce style musical. Rapidement, le futur et international encyclopédiste du blues, un Français, Gérard Herzhaft, s'intègre à l'équipe et écrit de nombreux articles.
D'autres magazines notables du genre incluent :
- Soul Bag : revue trimestrielle par abonnement et en kiosque depuis 2009.
- Blues Magazine : revue trimestrielle par abonnement et en kiosque depuis 2005.
- Blues & co. : revue trimestrielle uniquement sur abonnement.
- BCR la revue : blues, country, rock 'n' roll ; revue trimestrielle (n'existe plus).
- ABS Magazine : revue trimestrielle (maintenant uniquement sur internet).
- Blues Again! : revue trimestrielle (maintenant mensuelle uniquement sur internet depuis 2009).

## Festivals
La France, au XXIe siècle, est un des pays au monde où le blues est le plus célébré. Nombreux y sont les représentants du blues, et les festivals de renommée internationale, qui font retentir des notes bluesy ; parmi les festivals les plus connus nous pouvons citer le Festival de Blues de Cahors, le Festival Blues Passions de Cognac, le festival Blues sur Seine, le Grésiblues Festival, etc.

## Organisations et associations
La France compte diverses organisations nationales pour fédérer les amateurs de blues : La Chaîne du Blues, l'association France Blues, La Toulouse Blues Society ou encore le Collectif des Radios Blues (CRB), collectif lancé en 2003. Il réunit de nombreux animateurs de radios en France, Belgique, Québec, Afrique, autour de l’idée d’échanger, diffuser et promouvoir les musiques blues, sous toutes ses formes. Les émissions de radios de blues en France sont nombreuses, on[Qui ?] peut citer Sweet Home Chicago à Caen, Le Blues Café Live en Rhône-Alpes, Bluesy en Isère, notamment, ainsi que la webradio Blues Actu Radio qui diffuse du blues 24h sur 24 avec une dizaine d'émissions et d'animateurs. À noter également que la Blues Foundation a plusieurs fois récompensé des français d'un Keeping the Blues Alive Award : Jean Guillermo (Blues sur Seine) en 2008 (catégorie Internationale), Didier Tricard en 2011 (catégorie Promoteur), Mike Lécuyer en 2012 (catégorie Internationale), Gérard Herzhaft en 2014 (catégorie Littérature), Cahors Blues Festival en 2016, Fred Delforge en 2016, Jacques Morgantini en 2017, Jean Guillermo en 2019 (catégorie Blues Behind The Scenes), Anne-Marie & Jacques Garcia (La Maison du Blues) en 2024.

## Artistes représentatifs
Les artistes représentatifs du genre incluent (* = chant principalement en français ou ** = chant en français et en anglais) :
- Aljaz Mo
- Amar Sundy
- Les Blouzayeurs*
- Les Chics Types*
- Alain Giroux
- Alain« Leadfoot »Rivet
- Alan Jack**
- Alexandre Thollon
- Alexx & MoOonshiners
- Awek
- Beale street blues band
- Benoit Blue Boy*
- Big Dez
- Bill Deraime*
- Bluesoul
- Cadijo*
- Colette Magny*
- Cisco Herzhaft
- Charles Pasi
- Chris Pearline
- Christophe Marquilly*
- Daniel Blanc*
- Dick Annegarn*
- Doo the Doo
- Driftin'Blues
- Edwin Denninger
- Eric Ter**
- Flyin' Saucers Gumbo Special
- Fred Chapellier**
- Garzen*
- Geneviève Paris*
- Greg Zlap
- Gary O'Slide
- Honeymen
- Hoodoomen
- Hubert Félix Thiéfaine*
- Jack Bon
- Jean-Jacques Milteau
- Jean-Marc Henaux
- Jeff Toto Blues*
- Jeune Cash Monroe*
- Julien Brunetaud
- Johnny Montreuil*
- K-Led Ba' Sam
- La Bedoune**
- Lazy Buddies
- Lenny Lafargue*
- Little Bob
- Lonj
- Louis Bertignac*
- Magic Buck
- Malted Milk
- Marc Loy*
- Matt Wanderscheid
- Mauro Serri
- Miguel M**
- Mike Lécuyer*
- Mo and the Reapers
- Mountain Men
- Mr Tchang
- New Line Up
- Nina Van Horn
- Nico Duportal
- Nico Wayne Toussaint**
- Nina Attal**
- Nyobe & le collectif Dharma
- Olivier Gotti
- Patrice Boudot Lamot*
- Patrick Verbeke*
- Paul Personne*
- Philippe Ménard
- Philippe Grancher
- Raoul Ficel*
- Rachel Plas
- Reverend Black Network
- Rod Barthet*
- Shaggy dogs
- Simon Boyer
- Slawek Wojnarowski
- Sophie Kay**
- Stan Noubard Pacha
- Steve Verbeke*
- Stringers in The Night*
- The Hub*
- Vincent Bucher
- Xavier Pillac**
- Weeping Widows**
- Yann Gravé
- Les Witch Doctors*
- ZU*

## Labels indépendants
- Dixiefrog
- Bluesiac